# Citroën C3 R5
La Citroën C3 R5 è una versione da competizione della Citroën C3 sviluppata dalla Citroën Racing, il reparto corse della casa automobilistica francese Citroën, appositamente per competere nella serie WRC-2 del Campionato del mondo rally. La vettura iniziò a gareggiare in competizioni internazionali a partire da aprile 2018.

## Il progetto e i primi test
Il progetto della C3 R5 nacque verso la fine del 2016, con l'intento di sostituire la DS3 R5 e realizzare una vettura che diventasse il riferimento per tutta la categoria R5. Il team di 20 ingegneri coinvolti pose la propria attenzione soprattutto sul motore, adottando nuove soluzioni sull'elettronica e sul sistema anti lag del turbocompressore, in modo da consentire una gestione ottimale della potenza sviluppata. Come le vetture che l'hanno preceduta, anche la C3 R5 è stata concepita per essere venduta a scuderie e piloti privati per competere principalmente nel campionato WRC-2. 
Le prime prove su strada iniziarono a settembre del 2017 sia su asfalto che su terra, e proprio su quest'ultima superficie si sono concentrati gli sforzi degli sviluppatori, i quali hanno dichiarato una buona affidabilità generale della vettura e adattabilità a tutti i tipi di fondo stradale, conseguenza del comportamento ottimale del gruppo telaio-sospensioni. Dopo circa 4000 km di test che hanno coinvolto i piloti Stéphane Lefebvre, Craig Breen e Yoann Bonato il primo prototipo è stato presentato il 23 novembre 2017 al Rallye du Var, in cui fece da apripista ma senza partecipare alla competizione.
Dopo circa 6000 km totali di test, ad aprile 2018 i vertici del reparto sportivo Citroën dichiararono la vettura pronta per essere consegnata ai clienti e per debuttare ufficialmente in gara; l'esordio avvenne infatti al Tour de Corse 2018.

## Specifiche
Il motore è un 1.6 litri, quattro cilindri in linea disposto trasversalmente, distribuzione DOHC, 16 valvole a iniezione diretta Magneti Marelli e dotato di turbocompressore con restrittore in aspirazione di 32 mm. Esso eroga una potenza di 282 CV a 5000 giri/min e una coppia massima di 420 Nm (a 4000 giri/min). La trasmissione è a trazione integrale permanente con i differenziali anteriore e posteriore autobloccanti, cambio sequenziale SADEV a cinque rapporti con comando manuale a leva e frizione a doppio disco in materiale cerametallico. Le sospensioni sono di tipo MacPherson con ammortizzatori Reiger regolabili mentre l'impianto frenante è dotato di pinze a quattro pistoncini (fornite dalla Alcon) e dischi autoventilanti da 300 mm di diametro in assetto terra e 355 mm su asfalto, sia all'anteriore che al posteriore. L'auto monta cerchi da 18" su asfalto e da 15" su ghiaia con pneumatici Michelin.

## Carriera sportiva
La C3 R5 debuttò ad aprile 2018 nel Tour de Corse, quarta prova del mondiale WRC, con al volante Stéphane Lefebvre e Yoann Bonato, il primo dei quali dovette ritirarsi per incidente mentre Bonato riuscì a terminare la gara al decimo posto assoluto (guadagnando un punto iridato nella classifica piloti) e al secondo nella categoria WRC-2, battuto dal pilota ceco Jan Kopecký su Škoda Fabia R5.

## Vittorie nei rally

### WRC-2 Pro
| N. | Stagione | Evento             | Pilota       | Co-Pilota        | Modello |
| -- | -------- | ------------------ | ------------ | ---------------- | ------- |
| 1  | 2019     | Rally di Svezia    | Mads Østberg | Torstein Eriksen | R5      |
| 2  | 2019     | Rally d'Argentina  | Mads Østberg | Torstein Eriksen | R5      |
| 3  | 2019     | Rally di Catalogna | Mads Østberg | Torstein Eriksen | R5      |

### WRC2
| N. | Stagione | Evento                     | Pilota            | Co-Pilota              | Modello |
| -- | -------- | -------------------------- | ----------------- | ---------------------- | ------- |
| 1  | 2019     | Rally di Monte Carlo       | Yoann Bonato      | Benjamin Boulloud      | R5      |
| 2  | 2019     | Rally di Catalogna         | Eric Camilli      | Benjamin Veillas       | R5      |
| 3  | 2020     | Rally di Monte Carlo       | Mads Østberg      | Torstein Eriksen       | R5      |
| 4  | 2020     | Rally di Svezia            | Mads Østberg      | Torstein Eriksen       | R5      |
| 5  | 2020     | Rally d'Estonia            | Mads Østberg      | Torstein Eriksen       | R5      |
| 6  | 2020     | Rally di Monza             | Mads Østberg      | Torstein Eriksen       | R5      |
| 7  | 2021     | Rally di Croazia           | Mads Østberg      | Torstein Eriksen       | Rally2  |
| 8  | 2021     | Rally di Catalogna         | Eric Camilli      | Maxime Vilmot          | Rally2  |
| 9  | 2022     | Rally di Croazia           | Yohan Rossel      | Valentin Sarreaud      | Rally2  |
| 10 | 2022     | Rally del Portogallo       | Yohan Rossel      | Valentin Sarreaud      | Rally2  |
| 11 | 2022     | Rally di Ypres             | Stéphane Lefebvre | Andy Malfoy            | Rally2  |
| 12 | 2023     | Rally di Monte Carlo       | Yohan Rossel      | Arnaud Dunand          | Rally2  |
| 13 | 2023     | Rally di Croazia           | Yohan Rossel      | Arnaud Dunand          | Rally2  |
| 14 | 2024     | Rally di Monte Carlo       | Yohan Rossel      | Arnaud Dunand          | Rally2  |
| 15 | 2024     | Rally di Croazia           | Nikolay Gryazin   | Konstantin Aleksandrov | Rally2  |
| 16 | 2024     | Rally del Cile             | Yohan Rossel      | Florian Barral         | Rally2  |
| 17 | 2024     | Rally dell'Europa Centrale | Nikolay Gryazin   | Konstantin Aleksandrov | Rally2  |
| 18 | 2024     | Rally del Giappone         | Nikolay Gryazin   | Konstantin Aleksandrov | Rally2  |
| 19 | 2025     | Rally di Monte Carlo       | Yohan Rossel      | Arnaud Dunand          | Rally2  |
| 20 | 2025     | Rally delle Isole Canarie  | Yohan Rossel      | Arnaud Dunand          | Rally2  |

### WRC3
| N. | Stagione | Evento               | Pilota        | Co-Pilota              | Modello |
| -- | -------- | -------------------- | ------------- | ---------------------- | ------- |
| 1  | 2020     | Rally di Monte Carlo | Eric Camilli  | François-Xavier Buresi | R5      |
| 2  | 2020     | Rally del Messico    | Marco Bulacia | Giovanni Bernacchini   | R5      |
| 3  | 2021     | Rally di Monte Carlo | Yohan Rossel  | Benoît Fulcrand        | Rally2  |
| 4  | 2021     | Rally di Sardegna    | Yohan Rossel  | Alexandre Coria        | Rally2  |
| 5  | 2021     | Rally di Ypres       | Yohan Rossel  | Alexandre Coria        | Rally2  |

### ERC
| N. | Stagione | Evento                    | Pilota          | Co-Pilota          | Modello |
| -- | -------- | ------------------------- | --------------- | ------------------ | ------- |
| 1  | 2019     | Rally delle Isole Canarie | Pepe López      | Borja Rozada       | R5      |
| 2  | 2019     | Rally di Polonia          | Alexey Lukyanuk | Alexey Arnautov    | R5      |
| 3  | 2020     | Rally di Roma Capitale    | Alexey Lukyanuk | Dmitriy Eremeev    | R5      |
| 4  | 2020     | Rally Montelongo          | Alexey Lukyanuk | Dmitriy Eremeev    | R5      |
| 5  | 2021     | Rally di Polonia          | Alexey Lukyanuk | Alexey Arnautov    | Rally2  |
| 6  | 2021     | Rally d'Ungheria          | Mads Østberg    | Torstein Eriksen   | Rally2  |
| 7  | 2021     | Rally delle Isole Canarie | Alexey Lukyanuk | Alexey Arnautov    | Rally2  |
| 8  | 2023     | Rally di Catalogna        | Yoann Bonato    | Benjamin Boulloud  | Rally2  |
| 9  | 2023     | Rally delle Isole Canarie | Yoann Bonato    | Benjamin Boulloud  | Rally2  |
| 10 | 2023     | Rally di Roma Capitale    | Andrea Crugnola | Pietro Elia Ometto | Rally2  |
| 11 | 2023     | Rally d'Ungheria          | Mads Østberg    | Patrik Barth       | Rally2  |
| 12 | 2024     | Rally delle Isole Canarie | Yoann Bonato    | Benjamin Boulloud  | Rally2  |
| 13 | 2024     | Rally di Roma Capitale    | Andrea Crugnola | Pietro Elia Ometto | Rally2  |